# Zonzonapa
Zonzonapa är en ort i Mexiko.   Den ligger i kommunen Huayacocotla och delstaten Veracruz, i den sydöstra delen av landet, 160 km nordost om huvudstaden Mexico City. Zonzonapa ligger 1 339 meter över havet och antalet invånare är 746.
Terrängen runt Zonzonapa är varierad. Runt Zonzonapa är det ganska glesbefolkat, med 38 invånare per kvadratkilometer. Närmaste större samhälle är Texcatepec, 14,0 km sydost om Zonzonapa. Omgivningarna runt Zonzonapa är en mosaik av jordbruksmark och naturlig växtlighet.